# Джур-Джур (печера)
Джур-Джур — карстова печера в Кримських горах.
Печера розташована на північний схід від м. Алушти, в ущелині р. Узень-Узень, поблизу водоспаду Джур-Джур.
Довжина печери — 750 м.
Печера складається з двох поверхів. Є озеро, звідки витікає струмок.
Джур-Джур — єдина з відомих печер на Південному березі Криму з підземним протоком.

## Джерело
- Шутов Ю.І. Українська радянська енциклопедія : у 12 т. / гол. ред. М. П. Бажан ; редкол.: О. К. Антонов та ін. — 2-ге вид. — К. : Головна редакція УРЕ, 1974–1985., Том 3., К., 1979, стор. 336
- Горный Крым. Атлас туриста / ГНПП «Картографія», Укргеодезкартографія ; ред.: Д. И. Тихомиров, Д. В. Исаев, геоинформ. подгот. Е. А. Стахова. — К. : ДНВП «Картографія», 2010. — 112 с.